# Vera Jacobsson
Vera Jacobsson var en svensk friidrottare med löpgrenar som huvudgren. Jacobsson deltog vid den andra Damolympiaden 1926 och var en pionjär inom damidrott.

## Biografi
I ungdomstiden blev hon intresserad av friidrott. Hon tävlade i kortdistanslöpning och hoppgrenar.
1926 deltog Jacobsson vid de andra Kvinnliga Internationella Idrottsspelen 27–29 augusti i Göteborg. Under tävlingarna slutade hon på en fjärde plats i stafettlöpning 4 x 110 yards (med Sylvia Stave, Vera Jacobsson som andre löpare, Märta Johansson och Asta Plathino). Hon tävlade även i längdhopp utan ansats där hon slutade på en 6.e plats. Hon tävlade även i löpning 100 meter och löpning 250 meter där hon blev utslagen under kvaltävlingarna.
Jacobssons deltagande vid damolympiaden sponsrades av tidningen Idun.